# Eddie Redmayne
Edward John David «Eddie» Redmayne, OBE (/ˈrɛdˌmeɪn/; Londres, 6 de gener de 1982) és un actor de teatre i cinema anglès. Nascut i criat a Westminster, va estudiar història de l'art al Trinity College, per després realitzar una breu carrera com a model. Redmayne va iniciar la seva carrera interpretativa professional, encara jove, al teatre West End, abans del seu debut en televisió, el 1998, en algunes aparicions esporàdiques com a convidat. Els seus primers papers en pel·lícules es van produir el 2006, a les produccions Like Minds i El bon pastor, on va realitzar petites aparicions. L'any següent aconseguiria els seus primers papers secundaris, a Savage Grace i Elizabeth: l'edat d'or, i el 2008 a Les germanes Bolena (2008).
Redmayne també va participar en produccions teatrals destacades, com ara Red (2009–2010) o Ricard II (2011–2012). No obstant, la seva popularitat va arribar quan va donar vida a Colin Clark, en el drama biogràfic La meva setmana amb Marilyn (2011), i Marius Pontmercy, en el musical de Tom Hooper Les misérables (2012). El 2014 Redmayne va interpretar el físic anglès Stephen Hawking a The Theory of Everything, actuació que li reportà l'adjudicació d'un premi Oscar, un BAFTA i un Globus d'Or al millor actor. L'any següent va convertir-se en Lili Elbe, una de les primeres persones conegudes a la història que s'ha sotmès a una operació de canvi de sexe, en la pel·lícula dirigida per Hooper The Danish Girl, que li permeté tornar a ser nominat per millor actor en els premis esmentats prèviament. El 2016 va donar vida a Newt Scamander a Bèsties fantàstiques i on trobar-les.

## Biografia

### Joventut
Redmayne va néixer el 6 de gener de 1982 a Westminster, Londres. La seva mare, Patricia (nascuda Burke), dirigia una empresa de recol·locació, mentre que el seu pare, Richard, era un empresari en una entitat financera. El seu besavi patern fou Sir Richard Redmayne, un conegut enginyer civil i de mines. Té tres germans i una germana.
Va estudiar, primer, al Colet Court, i després a l'Eton College, on va coincidir en el mateix any amb el príncep Guillem. Més tard estudiaria història de l'art al Trinity College de Cambridge, on es va graduar el 2003 amb molt bones notes. Tot i patir daltonisme, Redmayne va realitzar el seu treball de final de carrera sobre el color característic d'Yves Klein, l'International Klein Blue.

### Breu carrera com a model
Abans de convertir-se en actor a temps complet, Redmayne va ser model de l'empresa Burberry i d'Alex Pettyfer l'any 2008, i el 2012 amb Cara Delevingne. En el número de setembre de 2012 de la revista Vanity Fair, Redmayne apareixia en el seu llistat anual de persones més ben vestides d'arreu del món. El 2015 va aparèixer en la primera posició dels 50 homes britànics més ben vestits de la revista GQ.

### Teatre
Eddie Redmayne va debutar professionalment com a actor en l'obra de teatre Nit de Reis, on va interpretar Viola, el 2002. El 2004 va guanyar el premi al millor debutant als 50ens premis Evening Standard Theatre, gràcies a la seva interpretació a La cabra o qui és Sylvia? d'Edward Albee, i el premi al millor debutant als premis Critics' Circle Theatre de 2005. Posteriorment també participaria a Now or Later, de Christopher Shinn, al teatre Royal Court. La producció es va interpretar entre el 3 de setembre i l'1 de novembre de 2008.
El 2009 Redmayne va participar en la nova obra de John Logan, Red, escenificada al Donmar Warehouse de Londres, gràcies a la qual va aconseguir un premi Olivier al millor actor secundari el 2010. Aquest paper el va recuperar al teatre John Golden de Broadway entre l'11 de març i el 27 de juny de 2010, aconseguint el premi Tony al millor actor secundari en teatre d'aquell any. Més tard interpretaria Ricard II a l'obra homònima, dirigida per Michael Grandage, i representada al Donmar Warehouse entre el 6 de desembre de 2011 i el 4 de febrer de 2012.

### Cinema i televisió

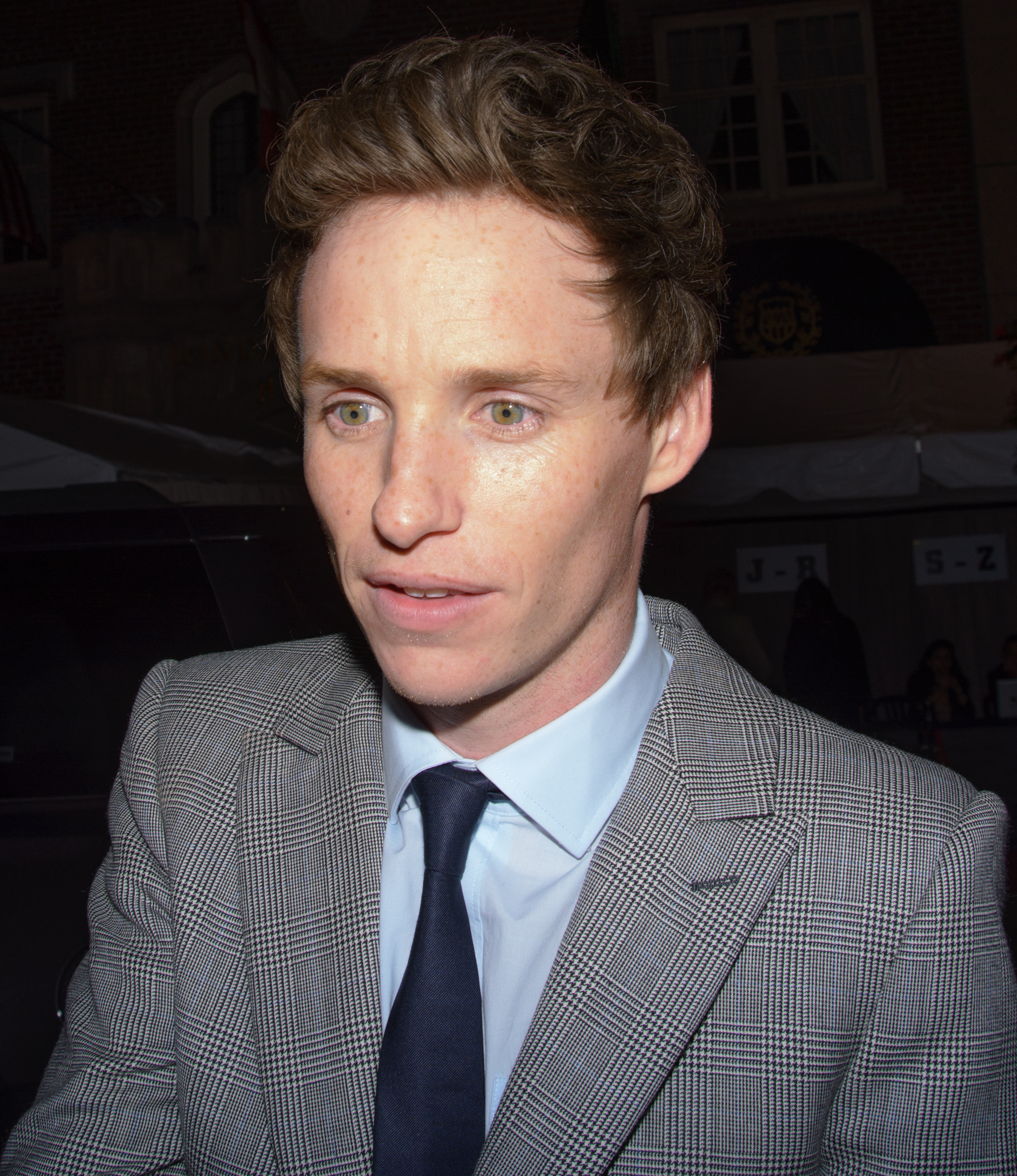
Redmayne al Festival Internacional de Cinema de Toronto de 2014.

Eddie Redmayne va debutar en televisió el 1998, participant en un episodi d'Animal Ark. Més tard també participaria en la minisèrie de la BBC Tess of the d'Urbervilles, la minisèrie Els pilars de la Terra, i la minisèrie en dues parts Birdsong.
Redmayne va ser seleccionat, per primera vegada, per participar en Like Minds (2006), després que el director, Lucy Bevan, veiés la seva actuació en una obra de teatre anomenada Goats. Després també actuaria en pel·lícules com El bon pastor (2006), Savage Grace (2007), Powder Blue (2008) Les germanes Bolena (2008), Glorious 39 (2009) i Hick (2011). També va interpretar el paper d'Osmund a la pel·lícula Black Death (2010), dirigida per Christopher Smith. The Yellow Handkerchief, cinta on havia participat i que s'havia presentat al Festival Sundance de 2008, va ser comercialitzada el 26 de febrer de 2010 per la companyia Samuel Goldwyn Films.
El 2011 va interpretar el director de cinema Colin Clark al drama La meva setmana amb Marilyn. L'any següent assumiria el paper de Marius Pontmercy a l'adaptació cinematogràfica Les Misérables.
El 2014 va protagonitzar la pel·lícula The Theory of Everything, on interpretava el científic anglès Stephen Hawking. Gràcies a la seva actuació va guanyar un premi Oscar, un BAFTA, un Globus d'Or i un SAGA.
A principis de 2015 va aparèixer a la pel·lícula de les germanes Wachowskis El destí de Júpiter, on donava vida a Balem Abrasax. El film va rebre crítiques bastant negatives, inclosa la seva actuació, i que li va valdre un premi Golden Raspberry al pitjor actor secundari el mateix any que era nominat a un Oscar per The Danish Girl.
Redmayne també va protagonitzar el drama biogràfic The Danish Girl, dirigit per l'oscaritzat Tom Hooper. A la pel·lícula, estrenada al Regne Unit l'1 de gener de 2016, Redmayne interpretava Lili Elbe, la primera transsexual de la història. La comunitat transgènere es va mostrar bastant crítica amb la seva elecció pel paper. Tot i així, la seva interpretació va rebre valoracions molt positives, guanyant-se una segona nominació als premos Oscar el gener de 2016, a més consecutives.
El 2016 va protagonitzar Bèsties fantàstiques i on trobar-les interpretant Newt Scamander, amb guió de J. K. Rowling i que va ser un èxit comercial i de la crítica. El 2018 va tornar a interpretar-lo a Bèsties fantàstiques: Els crims de Grindelwald, que va rebre crítiques mixtes però que va ser un èxit econòmic. Ambdues pel·lícules es troben entre els grans èxits de Redmayne a la taquilla. El 2019 va començar el rodatge de la tercera entrega de la saga, que s'estrenarà el 2021. Aquell mateix any es va estrenar The Aeronauts, una pel·lícula on interpreta James Glaisher i on comparteix pantalla amb Felicity Jones. El 2020 es va anunciar que faria de Charlie Cullen a la pel·lícula de Netflix The Good Nurse.

## Filmografia

### Pel·lícules
| Any  | Títol                                          | Paper              | Notes           | Ref.   |
| ---- | ---------------------------------------------- | ------------------ | --------------- | ------ |
| 2006 | Like Minds                                     | Alex Forbes        |                 | [ 39 ] |
| 2006 | The Good Shepherd                              | Edward Wilson, Jr. |                 | [ 40 ] |
| 2007 | Elizabeth: L'edat d'or                         | Anthony Babington  |                 | [ 41 ] |
| 2007 | Savage Grace                                   | Antony Baekeland   |                 | [ 42 ] |
| 2008 | Les germanes Bolena                            | William Stafford   |                 | [ 43 ] |
| 2008 | Powder Blue                                    | Qwerty Doolittle   |                 | [ 44 ] |
| 2008 | The Yellow Handkerchief                        | Gordy              |                 | [ 45 ] |
| 2009 | Glorious 39                                    | Ralph Keyes        |                 | [ 46 ] |
| 2010 | Black Death                                    | Osmund             |                 | [ 47 ] |
| 2011 | Hick                                           | Eddie Kreezer      |                 | [ 48 ] |
| 2011 | La meva setmana amb Marilyn                    | Colin Clark        |                 | [ 49 ] |
| 2012 | Les Misérables                                 | Marius Pontmercy   |                 | [ 50 ] |
| 2014 | The Theory of Everything                       | Stephen Hawking    |                 | [ 51 ] |
| 2015 | The Danish Girl                                | Lili Elbe          |                 | [ 52 ] |
| 2015 | El destí de Júpiter                            | Balem Abrasax      |                 | [ 53 ] |
| 2015 | Sodor's Legend of the Lost Treasure            | Ryan (veu)         |                 | [ 54 ] |
| 2016 | Bèsties fantàstiques i on trobar-les           | Newt Scamander     |                 | [ 55 ] |
| 2017 | Lindsey Stirling: Brave Enough                 | Ell mateix         | Documental      |        |
| 2018 | Cavernícola                                    | Dug (veu)          | Doblatge anglès | [ 56 ] |
| 2018 | Bèsties fantàstiques: Els crims de Grindelwald | Newt Scamander     |                 | [ 57 ] |
| 2019 | The Aeronauts                                  | James Glaisher     |                 | [ 37 ] |
| 2020 | The Trial of the Chicago 7                     | Tom Hayden         |                 | [ 58 ] |
| 2021 | Bèsties fantàstiques 3                         | Newt Scamander     | Preproducció    | [ 36 ] |
| TBA  | The Good Nurse                                 | Charlie Cullen     | Preproducció    | [ 38 ] |

### Televisió
| Any  | Títol                                                                | Paper                | Notes                              | Ref.   |
| ---- | -------------------------------------------------------------------- | -------------------- | ---------------------------------- | ------ |
| 1998 | Animal Ark                                                           | John Hardy           | Episodi: «Bunnies in the Bathroom» | [ 59 ] |
| 2003 | Doctors                                                              | Rob Huntley          | Episodi: «Crescendo»               | [ 60 ] |
| 2005 | Elizabeth I                                                          | Comte de Southampton | Episodi: «Southampton»             | [ 61 ] |
| 2008 | Tess of the d'Urbervilles                                            | Angel Clare          | 4 episodis                         | [ 62 ] |
| 2010 | The Miraculous Year                                                  | Connor Lynn          | Pilot no emès                      | [ 63 ] |
| 2010 | Els pilars de la Terra                                               | Jack Jackson         | 8 episodis                         | [ 64 ] |
| 2012 | Birdsong                                                             | Stephen Wraysford    | 2 episodis                         | [ 65 ] |
| 2015 | War Art with Eddie Redmayne                                          | Ell mateix           | Documental                         | [ 66 ] |
| 2017 | CBBC Visits the Wizarding World of Harry Potter and Fantastic Beasts | Ell mateix           | Documental                         | [ 67 ] |
| 2018 | BBC Children in Need                                                 | Ell mateix           | Entrevista de comèdia              | [ 68 ] |

### Teatre
| Any       | Títol                          | Paper                  | Teatre                               | Ref.          |
| --------- | ------------------------------ | ---------------------- | ------------------------------------ | ------------- |
| 2002      | Nit de Reis                    | Viola                  | Shakespeare's Globe                  | [ 69 ]        |
| 2003      | "Master Harold"...and the Boys | Master Harold          | Everyman Theatre                     | [ 70 ]        |
| 2004      | La cabra o qui és Sylvia?      | Billy                  | Almeida Theatre                      | [ 71 ]        |
| 2004      | Hècuba                         | Polidor                | Donmar Warehouse                     | [ 72 ]        |
| 2008      | Now or Later                   | John Jr.               | Royal Court Theatre                  | [ 73 ]        |
| 2009–2010 | Red                            | Ken                    | Donmar Warehouse John Golden Theatre | [ 74 ] [ 75 ] |
| 2011–2012 | Ricard II                      | Ricard II d'Anglaterra | Donmar Warehouse                     | [ 76 ]        |

## Premis
- 2010: Tony al millor actor de repartiment per Red
- 2014: Oscar al millor actor per The Theory of Everything
- 2014: Globus d'Or al millor actor dramàtic per The Theory of Everything
- 2014: BAFTA al millor actor per The Theory of Everything